# Masakra w Sinop
Masakra w Sinop – strzelanina, do której doszło 21 lutego 2023 roku w mieście Sinop w stanie Mato Grosso w Brazylii. Sprawcami byli 27-letni Ezequias Souza Ribeiro i 30-letni Edgar Ricardo de Oliveira. W jej wyniku zginęło 7 osób.

## Przebieg
21 lutego 2023 roku, w dzień karnawału, po przegraniu około 20 000 reali brazylijskich w zakładach bilardowych Ezequias Souza Ribeiro i Edgar Ricardo de Oliveira opuścili lokal, w którym grali. Następnie wrócili w samochodzie pick-up, uzbrojeni w strzelbę kalibru 12 i pistolet kalibru .380. Następnie rozkazali osobom przebywającym w lokalu ustawić się pod ścianą i otworzyli ogień, zabijając 7 osób.
Przed ucieczką z miejsca zdarzenia, para zabrała pieniądze z zakładów i torbę kobiety będącej w lokalu w momencie strzelaniny.

## Ofiary
W strzelaninie zginęło 7 osób. Najmłodszą z ofiar była 12-letnia dziewczynka.
- Maciel Bruno de Andrade Costa (35); właściciel lokalu, w którym doszło do strzelaniny,
- Josué Ramos Tenório (48); przyszedł do lokalu, by obejrzeć mecz bilardowy,
- Adriano Balbinote (46),
- Orisberto Pereira Sousa (38),
- Getúlio Rodrigues Frasão Júnior (36); zwycięzca zakładu o 20 000 reali,
- Larissa Frasão de Almeida (12); córka Getúlio,
- Elizeu Santos da Silva (47); zmarł w szpitalu.

## Śledztwo
Policja zidentyfikowała sprawców strzelaniny na podstawie nagrania z kamery monitoringu zainstalowanej na miejscu zdarzenia.
22 lutego w nocy policja odnalazła pick-up, którym przemieszczali się sprawcy, a także broń i amunicję użytą w strzelaninie. Żandarmeria wojskowa stanu Mato Grosso poinformowała, że podczas przeszukania pojazdu znaleziono strzelbę kalibru 12 ukrytą w komorze silnika, a także torbę zawierającą 14 sztuk amunicji kalibru .40 oraz 14 sztuk amunicji 12".
Śledztwo wykazało, że obaj sprawcy byli już wcześniej karani. Ezequias Souza Ribeiro za nielegalne posiadanie broni, rozbój, powiązania z gangami, uszkodzenie ciała i groźby, a także posiadał nakaz aresztowania. Natomiast Edgar Ricardo de Oliveira (posiadający broń legalnie) za przemoc domową.

## Zatrzymanie sprawców
Dniem 22 lutego, po pościgu, Ezequias został postrzelony podczas konfrontacji z policją w okolicy lotniska oddalonego o 15 kilometrów od Sinop. Został przetransportowany do szpitala, jednak niedługo później zmarł. Edgar poddał się po negocjacjach przeprowadzonych przez jego adwokata. Ukrywał się w domu znajdującym się w dzielnicy Jardim Califórnia w Sinop. Został umieszczony w areszcie tymczasowym, gdzie oczekiwał na proces.
15 października 2024 roku Edgar Ricardo de Oliveira został skazany na 136 lat, 3 miesiące i 20 dni bezwzględnego pozbawienia wolności, a także wypłacenie odszkodowania w wysokości 200 000 reali brazylijskich rodzinom ofiar, podzielone po równo.

## Reakcje
Wielu przedstawicieli władz i polityków potępiło to zdarzenie. Flávio Dino, minister sprawiedliwości i bezpieczeństwa publicznego, powiązał tragedię z „nieodpowiedzialną polityką zbrojeniową, która doprowadziła do upowszechnienia się klubów strzelecki, przeznaczonych dla rzekomo dobrych ludzi”. Nawiązał tym do faktu, iż Edgar, posiadający legalnie broń zwolennik Jaira Bolsonaro, także powiązany z brazylijską armią, regularnie uczęszczał do lokalnego klubu strzeleckiego, oraz publikował w mediach społecznościowych nagrania z ćwiczeń z bronią palną. Przewodnicząca Partii Pracujących, Gleisi Hoffmann, oświadczyła, że „wiadomo kto jest guru nienawiści, który zachęcał do nietolerancji i zbrojenia ludności”. Nawiązało do byłego prezydenta, Bolsonaro, który w swoich przemówieniach często popierał używanie broni przez cywili. Polityk Nowej Partii, João Amoêdo, zgodził się z Hoffmann i powiedział, że jest to przykład „nieodpowiedzialności w definiowaniu polityk społecznych oraz propagowaniu kultury nienawiści przez byłego prezydenta”.
Sergio Moro, sprzymierzeniec Bolsonaro, poparł karę dożywotniego pozbawienia wolności dla sprawców strzelaniny, mówiąc, że „muszą zostać wytropieni, aresztowani, skazani i pozostawieni w więzieniu do końca życia”. Stwierdzenie to spotkało się jednak z krytyką, gdyż taka kara nie obowiązuje w Brazylii, a sam Moro jako minister sprawiedliwości w 2019 roku podpisał dekret ułatwiający dostęp do broni palnej dla cywili. Sędzia Trybunału Sprawiedliwości w São Paulo, Marcelo Semer, napisał: „Taki jest populista kryminalista. Broń dla każdego (bo dobry obywatel musi umieć stanąć twarzą w twarz z przestępcą), a po wyrządzonych szkodach prosi o dożywotnie więzienie dla sprawców, by ujść za bardziej surowego”. Federacja strzelecka stanu Mato Grosso potwierdziła, że Edgar był u nich zarejestrowany, a także uczęszczał na lokalną strzelnicę. Został jednak wykluczony z powodu kilku nieobecności.